# Juris Umbraško
Juris Umbraško (Jēkabpils, 25 luglio 1979) è un allenatore di pallacanestro ed ex cestista lettone.

## Palmarès
- Campionato lettone: 2

Ventspils: 2001-02, 2008-09